# Maria Laura Mainetti
Maria Laura Mainetti (* 20. August 1939 in Colico als Teresina Elsa Mainetti; † 6. Juni 2000 in Chiavenna) war eine italienische römisch-katholische Ordensschwester und Märtyrerin. Sie wurde von drei Schülerinnen während eines satanischen Rituals grausam ermordet. Papst Franziskus sprach sie 2021 als Märtyrerin selig.

## Leben und Wirken
Mainetti wuchs als jüngstes Kind ihrer Eltern Stefano und Marcellina (geb. Gusmeroli) und ihren neun Geschwistern in Colico auf. Ihre Mutter starb wenige Wochen nach der Geburt im Wochenbett. Sie besuchte die Schule bei den Töchtern des Kreuzes (Figlie della Croce) in Parma und anschließend das Gymnasium des Ordens in Rom, wo sie 1957 das Noviziat begann und den Ordensnamen Maria Laura annahm. 1960 legte sie im Mutterhaus in La Puye ihre ewigen Gelübde ab.
Anschließend wirkte Mainetti als Lehrerin an Grundschulen der Töchter des Kreuzes in Vasto, Rom und Parma. Hier engagierte sie sich im sozialen und karitativen Bereich gemäß der apostolischen Ausrichtung ihrer Gemeinschaft, wodurch sie auch verstärkt mit bedürftigen Jugendlichen und mittellosen Menschen in Kontakt kam. Nachdem sie zur Hausoberin im Kloster von Chiavenna berufen und dort als Schulleiterin eingesetzt worden war, setzte Mainetti ihr soziales und religiöses Wirken fort. Sie unterrichtete den Katechismus, arbeitete verstärkt in der Kinder- und Jugendpastoral und unterstützte zudem jugendliche Straftäter bei der Resozialisierung.
Am 6. Juni 2000 lockten die minderjährigen Schülerinnen Milena De Giambattista, Ambra Gianasso und Veronica Petrobelli die 60-jährige Ordensschwester unter einem fingierten Vorwand in einen Park, indem sie behaupteten, eine von ihnen sei nach einer Vergewaltigung schwanger geworden und erwäge nun eine Abtreibung. Mainetti, welche die drei Schülerinnen aus dem Katechismusunterricht kannte, wurde von ihnen in die Knie gezwungen, beschimpft und mit einem Ziegelstein auf den Kopf geschlagen. Daraufhin stachen sie abwechselnd insgesamt 19 Mal auf Mainetti ein, die während des Angriffs ihren Mörderinnen Vergebung zusprach. Schließlich schnitten die jungen Mädchen ihr die Kehle durch und mischten ihr eigenes Blut mit dem der toten Ordensschwester.
Bei der Festnahme drei Wochen nach der Tat gestanden die Schülerinnen, schon lange die Ermordung eines römisch-katholischen Christen geplant zu haben und ursprünglich dafür einen Priester erkoren zu haben, der ihnen jedoch zu kräftig erschien. Im Zuge der Ermittlungen wurden mit satanischen Schriften gefüllte Notizbücher der Schülerinnen ausgewertet. Das Vernehmungsprotokoll bezeugt zudem einen Blutschwur. Ein Mädchen gestand, dass Mainetti ein „menschliches Opfer für den Teufel“ war.

## Seligsprechungsprozess
Der Seligsprechungsprozess für Mainetti begann am 30. Oktober 2005 mit den diözesanen Untersuchungen, die am 6. Juni 2006 abgeschlossen wurden. Am 19. Juni 2020 bestätigte Papst Franziskus, dass Mainetti In odium fidei (aus Glaubenshass) getötet wurde. Die Seligsprechung fand am 6. Juni 2021 in Chiavenna statt. Ihr liturgischer Gedenktag ist der 6. Juni.
Aktueller Postulator ist Francesca Consolini. Unterstützt wird die Seligsprechung von ihrer Ordensgemeinschaft und der „Fondazione Suor Maria Laura“, einer in Chiavenna ansässigen Gebetsgemeinschaft.